# Erzgrube Cornelia
Die Erzgrube Cornelia war ein Breiniger Erzbergwerk im Aachener Revier. Es umfasste ein nördlich von Breinig-Schützheide gelegenes Grubenfeld mit einer Vielzahl von Einzelbergwerken, in welchen fast ausschließlich Eisenerze abgebaut wurden. Die Grube belieferte die Eschweiler Hütte Concordia sowie das Aachener Hüttenwerk Rothe Erde. Heute gehört das Gelände zur Stadt Stolberg (Rhld.).
Heinrich (Henri) Hoesch III., der letzte Reidemeister auf dem Junkershammer, erwarb Bergbaurechte und verpachtete an den Eschweiler Bergwerksverein ein 16 km² großes Grubenfeld, das er "Cornelia" nannte. Die Förderung erfolgte ab 1853 in größerem Stil, und 1871 wurde das Grubenfeld wesentlich erweitert. Hiernach förderte eine Grubenbelegschaft von etwa 300 Leuten bis zu 300 t Eisenerz pro Jahr. 1922 wurde der Abbaubetrieb eingestellt.